# رامون فولتش
رامون فولتش (بالإسبانية: Ramón Folch Frigola) (4 أكتوبر 1989 في إسبانيا - ) هو لاعب كرة قدم إسباني في مركز الوسط. لعب مع ريال أوفييدو.

## وصلات خارجية
- رامون فولتش على موقع قاعدة بيانات كرة القدم.إي يو (الإنجليزية)
- رامون فولتش على موقع Soccerway.com (الإنجليزية)
- رامون فولتش على موقع AS.com (الإسبانية)